# Guaraci (Paraná)
Guaraci é um município brasileiro do estado do Paraná.

## História
Guaraci recebeu status de município pela lei estadual n.º 253 de 26 de novembro de 1954, com território desmembrado de Jaguapitã.

## Geografia
Possui uma área é de 211,733 km² representando 0,1062 % do estado, 0,0376 % da região e 0,0025 % de todo o território brasileiro. Localiza-se a uma latitude 22°58'22" sul e a uma longitude 51°39'00" oeste. Sua população estimada em 2018 era de 5.463 habitantes.

### Demografia
Dados do Censo - 2000
População total: 4.919
- Urbana: 3.809
- Rural: 1.110

- Homens: 2.486
- Mulheres: 2.433

Índice de Desenvolvimento Humano (IDH-M): 0,739
- IDH-M Renda: 0,664
- IDH-M Longevidade: 0,743
- IDH-M Educação: 0,811